# عباس أبو الحسن
 عباس أبو الحسن (مواليد 1 أغسطس 1964) هو ممثل وكاتب سيناريو مصري، لمع في دور زعيم العصابة في فيلم مافيا، ثم عمل بعدها في عدة أعمال منها كتابة السيناريو، وقدم أول سيناريو له بصحبة المخرج مروان حامد تحت اسم إبراهيم الأبيض وقام ببطولة الفيلم الفنان أحمد السقا، وقدم بعد ذلك أول عمل له في التلفزيون وهو آسيا بطولة منى زكي وإخراج محمد بكير.

## أعماله
أفلام : قط الصحراء – حسن وعزيزة قضية أمن دولة – مافيا – عمارة يعقوبيان – حسن ومرقص – نوارة – قدرات غير عادية – الكنز – الأصليين – الكنز 2 .
مسلسلات تلفزيونية : أبو عمر المصري – أرض جو – ريح المدام – إستيفا – آسيا - بيمبو 

## وصلات خارجية
- عباس أبو الحسن  علي موقع IMDb (بالإنجليزية)

- عباس أبو الحسن  علي موقع قاعدة بيانات الأفلام العربية